# Fakemon

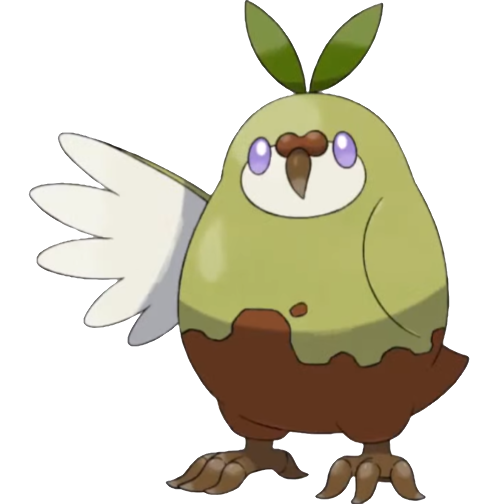
Un ejemplo de Fakemon.

Fakemon, también llamados Fakémon, son criaturas ficticias diseñadas por fanáticos basadas en la franquicia de juegos de domesticación de monstruos Pokémon. Si bien muchos de estos diseños se han creado exclusivamente como fan art, otros se hicieron específicamente como bulos para engañar a los fanáticos haciéndoles creer que aparecerán en futuros títulos de la serie.

## Historia
La palabra Fakemon es un acrónimo de las palabras fake («falso» en inglés) y Pokémon. En japonés, se les conoce como Oripoké (オリポケ?  de original Pokémon). El fenómeno Fakemon ha existido desde el inicio de la franquicia Pokémon, pero comenzó a proliferar con la llegada de los videojuegos creados por fanáticos. Algunos de los primeros diseños de Fakemon en Internet se crearon usando Microsoft Paint y Photoshop para imitar el pixel art de los videojuegos Pokémon. La popularidad de las criaturas ha llevado a la creación de varios generadores de imágenes Fakemon en línea.
Algunas creaciones particulares hechas por fans han adquirido un importante renombre. Un conjunto de tres Pokémon iniciales falsos de fuego, agua y hierba creados por Leopoldo Spagna como un bulo en 2018, antes del anuncio de Pokémon espada y escudo, apareció en varios sitios web como un rumor legítimo, lo que también llevó a los fanáticos a crear fan art y memes del supuesto Pokémon. Si bien más tarde se disculpó por el engaño, PokéNinja, un streamer de Twitch, respaldó un nivel especial de Kickstarter para Temtem, un juego similar a Pokémon, presentando uno de los Pokémon falsos, Platypet, como un diseño de monstruo. Se convirtió en un personaje real dentro del juego, protagonizando (en el universo del juego) una serie de dibujos animados sobre cómo los Temtem del elemental tóxico son amistosos.

## Diseño
Un Fakemon está diseñado por fanáticos de la franquicia Pokémon utilizando principios de diseño de los videojuegos y el anime Pokémon, como el color, el nivel de detalle, la anatomía y la relación. Los fanáticos diseñan Fakemon basándose en conceptos del mundo real como cultura, arquitectura, animales, plantas y mitología. Los Fakemon a menudo se crean para acompañar regiones o juegos Pokémon creados por fanáticos; el fangame Pokémon Uranium tiene más de 150 Fakemon, mientras que Pokémon Clover tiene más de 300. Los diseños de Fakemon en ocasiones han sido tan similares al lenguaje visual de Pokémon que se han confundido con filtraciones reales.

## Fandom
El fandom de Fakemon está compuesto por artistas que crean diseños de Fakemon tanto para entretenimiento como para fines comerciales. Los fakemon son populares en sitios web como DeviantArt, Instagram, TikTok y Reddit, así como en YouTube. Algunos diseñadores de Fakemon son artistas profesionales en la industria de los videojuegos. El diseño de Fakemon ha sido descrito como «una forma para que los fanáticos expresen su individualidad mientras honran la franquicia que aman».